# Bourla-Papey
La révolte des Bourla-Papey est le plus important soulèvement campagnard qu'ait connu le Pays de Vaud. Des groupes de paysans armés, hostiles à un retour aux anciens droits féodaux, procèdent en 1802 à la destruction de nombreuses archives seigneuriales et communales.

## Nom
Le nom Bourla-Papey (prononcé [ˈburla paˈpe]) provient du patois vaudois ; sa traduction française est Brûle-Papiers, en référence aux nombreux actes commis par les protagonistes de la révolte.

## Origines du mouvement
Sous la République helvétique, alors même que le pays doit consentir à d’importants sacrifices en raison de l’occupation militaire française, les charges féodales, supprimées par la loi du 10 novembre 1798, sont réintroduites par le coup d’état du 7 janvier 1800. Cette décision mécontente les populations rurales qui cherchent à s’y opposer, notamment à Bâle en 1800, ainsi que dans le canton de Vaud où une réunion de cultivateurs, à Morges, refuse dès le 24 septembre 1800 ce retour aux anciens privilèges. Une Adresse des soussignés aux Autorités du Canton du Léman (29 novembre 1800) réunit 4 000 signatures et demande la destruction des documents attestant des droits féodaux.

## Principaux protagonistes

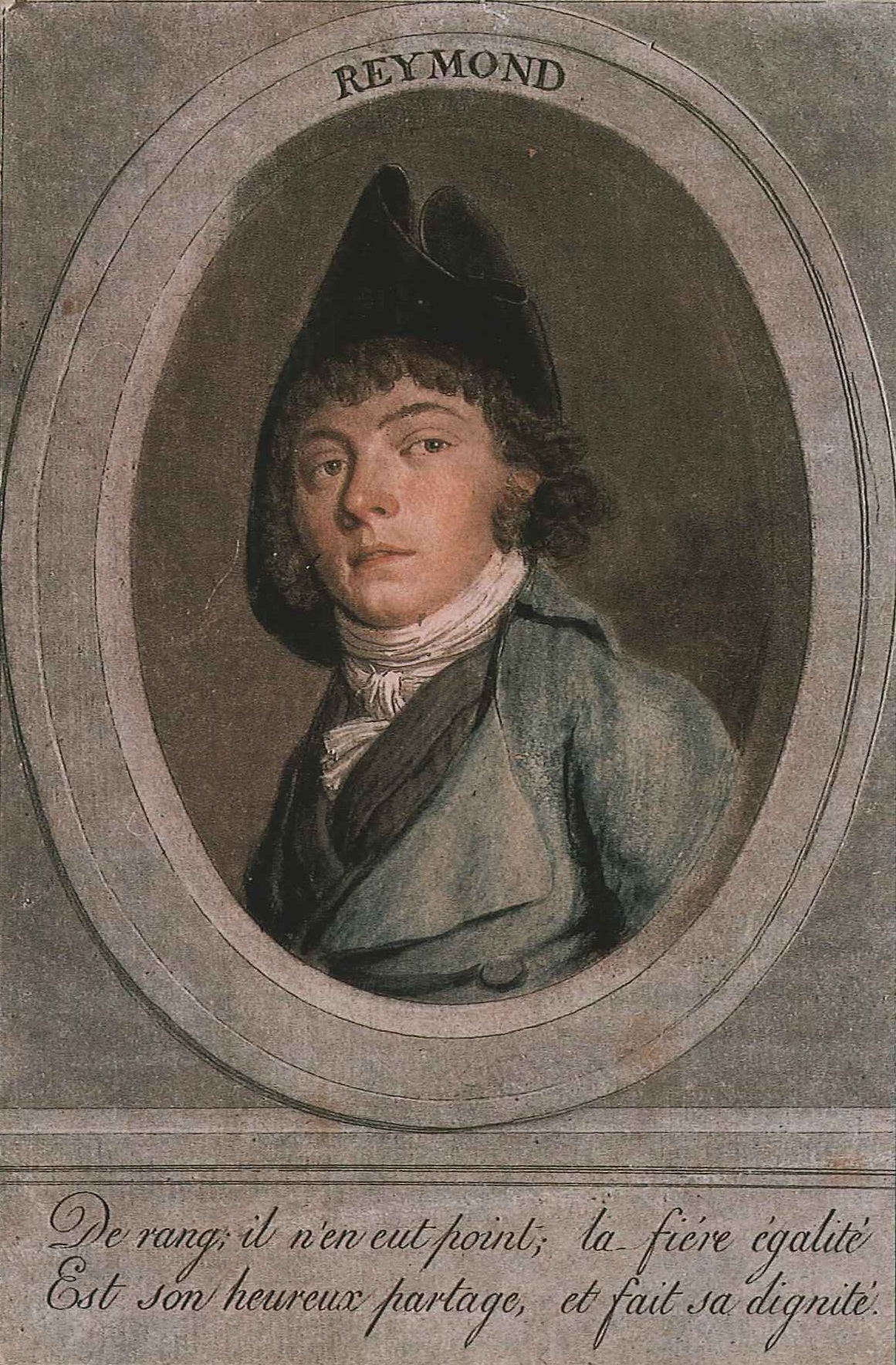
Louis Reymond, par Benjamin Samuel Bolomey, 1798

La révolte, sourde tout d’abord, n’éclate véritablement qu’au printemps 1802. Les insurgés bénéficient alors du large soutien non seulement d'une grande partie de la population, mais même de la part des élites politiques et de certains officiers des troupes d’occupation française. Les meneurs vaudois, notamment Henri Marcel, Henri Cart de Nyon, Henri Dautun et Claude Mandrot, sont sous l’influence de Louis Reymond, officier recruteur et rédacteur de L’Ami de la Liberté, puis du Régénérateur, qui, à partir du 4 mai 1802 en tout cas, passe pour le principal chef des Bourla Papey et se dit « Commandant des troupes vaudoises armées pour l’abolition des droits féodaux ». Son manifeste daté de Saint-Saphorin-sur-Morges le 7 mai 1802 et lu publiquement sur la place Montbenon à Lausanne, précise les griefs et les exigences des révoltés.
Face aux insurgés figurent certains chefs des troupes françaises d’occupation, comme le général Louis Marie Turreau qui promet l’appui de la France, tandis que le commandant Michel Veilande et François Pierre Amey, général français délégué par son supérieur Joseph Hélie Désiré Perruquet de Montrichard, souhaitent le maintien de l’ordre, tout comme les autorités helvétiques représentées par le commissaire du gouvernement Bernhard Friedrich Kuhn (de) puis son successeur Joseph Lanther, ainsi que par le préfet national du canton du Léman, Henri Polier, enfin par les hommes d’État vaudois Henri Monod et Auguste Pidou.

## Vaines menaces sur Lausanne
L’insurrection, commencée sporadiquement dès le mois de février 1802, s’étend dès la fin avril. De nombreux villageois convergent vers Lausanne dans la nuit du 30 avril au 1er mai dans l’intention d’attaquer les archives du chef-lieu vaudois, conservées notamment dans la tour de la cathédrale et à l’hôtel de ville. Toutefois, en raison d’un manque de coordination entre les groupes, ce premier mouvement d’insurrection reste sans résultats. Le 8 mai, à la suite d’une nouvelle marche sur Lausanne, les paysans défilent dans les rues aux cris de : « paix aux hommes, guerre aux papiers » en brandissant à la pointe de leurs baïonnettes des fragments de documents. À nouveau, cependant, les archives sont sauvées grâce à des mesures de temporisation qui obtiennent des insurgés un retrait à Saint-Sulpice, au camp dit des Gamaches (en raison des guêtres blanches que portaient nombre d’entre eux), puis à Préverenges. Parallèlement à ces événements aux abords du chef-lieu vaudois, de nombreux châteaux sont attaqués en divers points du territoire.

## Archives incendiées
Le château de La Sarraz est ravagé déjà le 19 février 1802 ; puis, avant le 17 mars, c’est au tour de celui de Bière, alors propriété de Jacques Necker. Bientôt, le mouvement s’étend à une grande partie de La Côte, du Gros-de-Vaud et du Nord vaudois. Début mai, les insurgés sévissent à Mollens, Pampigny, Vullierens, Denens, Cuarnens, L'Isle, Reverolle, Clarmont, Cottens, Aubonne et Yens. Le 6 mai, un accord signé à Riond-Bosson (Tolochenaz), livre aux insurgés les archives communales de Morges, qui sont en partie jetées aux flammes. Puis diverses bandes ravagent Échichens, Vufflens-le-Château, Monnaz et Saint-Saphorin-sur-Morges, ainsi que Nyon, Coppet, Crans, Duillier, Coinsins, Begnins, Rolle, Allaman, Bursinel, Dully, Essertines-sur-Rolle, Perroy et Vincy. Des autodafés similaires ont également lieu à Echallens, Saint-Barthélémy, Goumoëns-la-Ville, ou encore dans le nord-ouest du canton, à Yverdon, Champvent, Grandson, Corcelles-sur-Chavornay, Bavois, Romainmôtier, Orbe et Orny. En fait, seuls les districts de Lausanne, d'Aigle et du Pays-d'Enhaut restent relativement paisibles, encore qu’à Aigle une bonne partie des archives ait été détruite après mûre réflexion en 1803.

## Dénouement de la crise
L’affaire se dénoue sur un malentendu le 11 mai 1802, au terme de négociations avec le général français François Pierre Amey et le commissaire du gouvernement central Bernhard Friedrich Kuhn (de). Tous deux dépeignent aux insurgés les conséquences tragiques d’une guerre civile et semblent entrer en matière sur une solution pacifique de la crise. Par conséquent, les Bourla-Papey, persuadés d’avoir obtenu l’amnistie et la promesse de la suppression des droits féodaux, acceptent dans la joie la dissolution de leurs troupes et leur retour au foyer. Toutefois, en l’absence d’un accord écrit, cette interprétation est bientôt contestée par les autorités. Un contingent supplémentaire de 1 500 militaires français, venant de Genève, occupe alors le canton de Vaud, tandis qu’un nouveau commissaire de l’Helvétique, Joseph Lanther, impose le désarmement de toutes les communes qui ont participé au soulèvement. Un tribunal spécial condamne à la peine capitale les principaux fauteurs de troubles, dont la plupart sont toutefois absents. Puis, lorsqu'à la suite de la Guerre des Bâtons (Stecklikrieg) le gouvernement central doit capituler le 18 septembre 1802 et se réfugier à Lausanne, la situation politique se renverse. Sous l’influence du nouveau Préfet national Henri Monod et de l’avocat et homme politique Auguste Pidou, les condamnés sont bientôt amnistiés par un vote du Sénat helvétique, qui décide également la liquidation des droits féodaux le 29 septembre 1802.
L'aventure des Bourla-Papey a servi de cadre au roman de Charles-Ferdinand Ramuz, La Guerre aux papiers, publié en 1942.